# Verdenskonferencen imod racisme
Verdenskonferencen imod racisme (WCAR) er en række konferencer arrangeret af UNESCO for at bekæmpe racediskrimination. De første konferencer i 1978 og 1983 handlere primært om Apartheid i Sydafrika. Konferencen i 2001 kom til at handle om Israel hvor mange arabiske lande kom med stærke angreb på Israels politik overfor palæstinenserne. USA og Israel forlod konferencen i protest. Den næste konference, der hedder Durban II, vil blive afholdt i 2009. Canada har meddelt at det ikke vil deltage fordi det mener at konferencen vil fremme racisme og intolerance. USA, Australien og Israel har udtrykt stærk betænkelighed ved at deltage. Danmark vil deltage men i september 2008 blev der startet en underskriftsindsamling i Danmark for at få Danmark til at boykotte konferencen.